# Bogdaniec (województwo lubuskie)

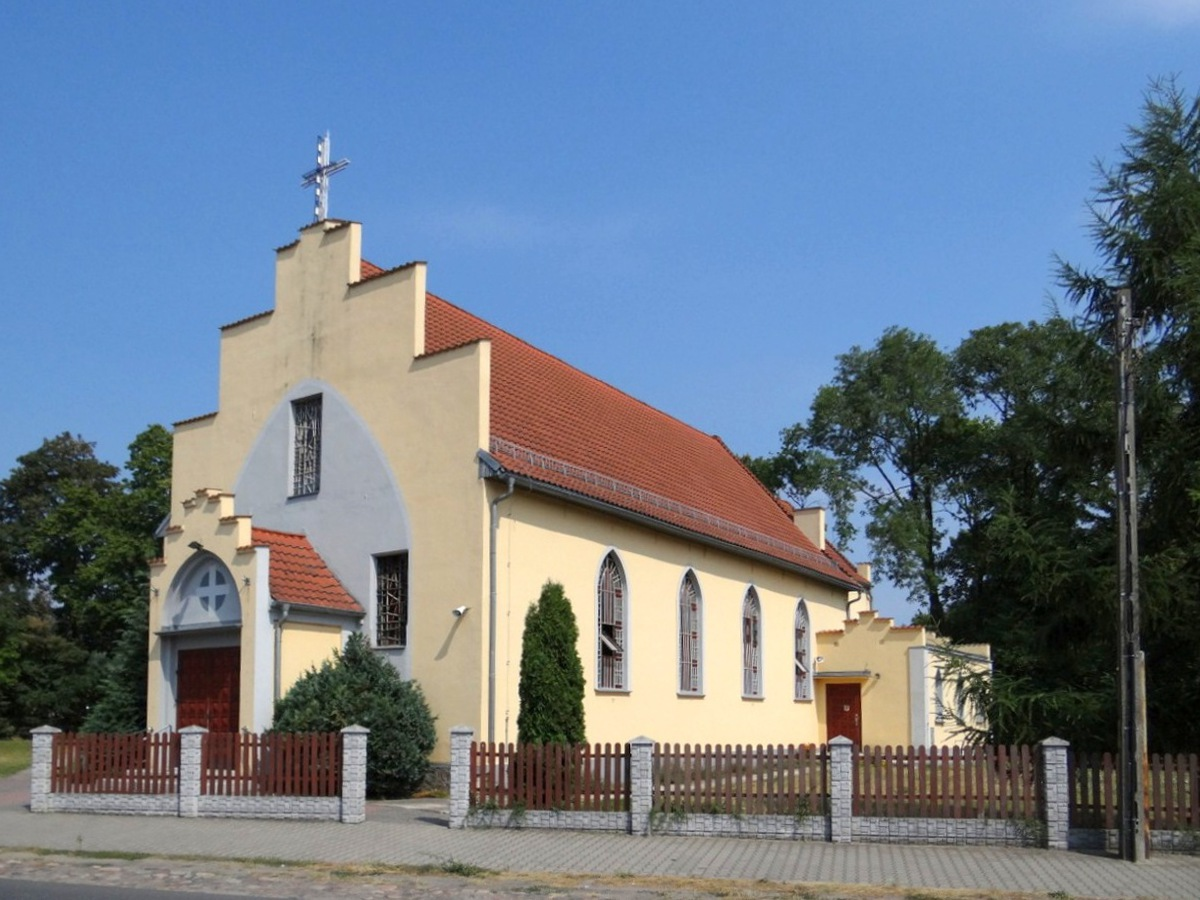
Kościół św. Jana Chrzciciela

Bogdaniec (niem. Dühringshof do 1945) – wieś w Polsce położona w województwie lubuskim, w powiecie gorzowskim, w gminie Bogdaniec. Według danych z 2012 r. liczyła 1237 mieszkańców.
Miejscowość została założona w latach 1767–1768 w ramach kolonizacji fryderycjańskiej – zagospodarowania tzw. łęgów warciańskich. Szybki rozwój nastąpił w 2. połowie XIX w. Od 1945 r. leży w granicach Polski.
We wsi działa Muzeum Kultury i Techniki Wiejskiej w tzw. Zagrodzie Młyńskiej, na którą składa się m.in. zabytkowy młyn z 1826 r. W sierpniu odbywa się tu cykliczna impreza „Lubuskie Święto Chleba”.

## Położenie
Zgodnie z podziałem fizycznogeograficznym Polski według Kondrackiego teren, na którym położony jest Bogdaniec należy do prowincji Niziny Środkowoeuropejskiej, podprowincji Pojezierza Południowobałtyckiego, makroregionu Pradolina Toruńsko-Eberswaldzka oraz w końcowej klasyfikacji do mezoregionu Kotlina Gorzowska.
Miejscowość położona jest 6 km na zachód od granic Gorzowa Wielkopolskiego.

## Środowisko naturalne
W pobliżu Bogdańca położone są rezerwaty przyrody „Bogdanieckie Cisy” (na północy gminy, pomiędzy miejscowościami Lubno i Marwice), „Bogdanieckie Grądy” (w zachodniej części gminy) oraz „Dębowa Góra” (po lewej stronie drogi Bogdaniec – Stanowice).

## Demografia
Ludność w ostatnich 3 stuleciach:

## Historia
- 1767–1768 – w ramach kolonizacji fryderycjańskiej (zagospodarowanie tzw. łęgów warciańskich) na terenach domeny Mironice, w pobliżu Genninschen Holländer Dammes (grobli usypanej przez olędrów z Jenina), osiedlają się 32 rodziny; kolonia łącznie liczy 443 morgi i dla upamiętnienia pruskiego generał-majora wsławionego w wojnie siedmioletniej – Bernharda Alexandra von Düringshofen, dowódcy Infanterieregiment No. 24 – zostaje nazwana Düringshofen. Dekretem Fryderyka II Wielkiego, koloniści po uiszczeniu 60 talarów za dom zwolnieni zostali z wszelkich ciężarów przez okres 6 lat oraz uposażeni w 10 mórg ziemi i budulec na drewniane chaty kryte trzciną.
- 1782–1783 – wybudowano kościół o konstrukcji szachulcowej, jednonawowy, bez wieży
- 1801 – kolonię zamieszkuje 229 osób (35 gospodarstw), w tym 31 kolonistów, 1 budnik (chłop małorolny), 10 komorników (chłopów bezrolnych); jest tu kuźnia, karczma.
- 1826 – wybudowano tzw. Młyn Górny
- 1857 – budowa Kolei Wschodniej przebiegającej koło Bogdańca i łączącej Berlin z Gdańskiem; rozpoczyna się szybki rozwój miejscowości
- Początek XX w. – wybudowano młyn parowy
- Okres międzywojenny – Bogdaniec jest zasobną wsią – jest tu 6 młynów wodnych i parowych, 2 tartaki, wiele zakładów budowlanych i rzemieślniczych; działa browar, fabryka likierów, wytwórnia soków, palarnia kawy, kilka ogrodnictw i dobrze rozwinięta sieć handlowo-usługowa
- 30.01.1945 – do Bogdańca wkraczają oddziały radzieckie 5 Armii Uderzeniowej 1 Frontu Białoruskiego
- Od 15.02.1945 – we wsi stacjonuje Oddział Służby Łączności NKWD (6 osób)
- 07.1945 – przybywają pierwsi osadnicy, głównie z Kresów Wschodnich, również z centralnej i zachodniej części przedwojennej Polski
- 15.08.1945 – poświęcenie kościoła jako rzymskokatolickiego przez oo. Kapucynów z parafii Podwyższenia Świętego Krzyża w Gorzowie Wlkp.
- 09.1945 – we wsi mieszka 220 Polaków i 10 Niemców
- 25.09.1945 – pierwszym sołtysem zostaje Czesław Majchrzak
- 14.05.1946 – powiatowa Rada Narodowa w Gorzowie uchwaliła podział powiatu na gminy, w tym gminę Bogdaniec.
- 1.01.1955 – w następnie reformy administracyjnej, wieś należy i jest siedzibą gromady Bogdaniec.
- 1.01.1973 – w następstwie reformy administracyjnej, wieś należy i jest siedzibą gminy Bogdaniec w powiecie gorzowskim.
- 1975–1998 – miejscowość wchodziła w skład województwa gorzowskiego.

## Nazwa
Düringshofen 1767, 1809; Col. Dühringshofen 1893; Dühringshof 1905, 1944; Bogdaniec 1946.
Niemiecka nazwa została nadana dla upamiętnienia pruskiego generał-majora z okresu wojny siedmioletniej, Bernharda Alexandra von Düringshofen (1714–1776). Polska nazwa Bogdaniec pochodzi prawdopodobnie od nazwiska radzieckiego generała Siemiona Bogdanowa, dowódcy 2 Gwardyjskiej Armii Pancernej, która współpracując w czasie styczniowej ofensywy z 5 Armią Uderzeniową, walczyła na terenie ziemi gorzowskiej.

## Administracja
Miejscowość jest siedzibą gminy Bogdaniec i sołectwa.

## Architektura
- Kościół pw. św. Jana Chrzciciela – wybudowany w latach 1782–1783 w konstrukcji szachulcowej, jednonawowy, bez wieży, na planie prostokąta. W 1868 r. odnowiono zachodnią ścianę szczytową, w 1882 r. otynkowano budynek wewnątrz i na zewnątrz, w 1933 r. wnętrze gruntownie odnowiono. W latach 1974–1975 wymieniono ściany ryglowe na murowane, dobudowano prezbiterium i dwie boczne zakrystie. W 1975 r. dobudowano przedsionek. W 1978 r. wymieniony został wystrój kościoła – m.in. wykończono ołtarz główny, wmurowano granitowy krzyż w główną ścianę prezbiterium, zbudowano boczny ołtarz – Grób Boży; ze starego wystroju pozostały tylko filary podtrzymujące strop, chór i organy (zakupione w 1882 r. w Gusow).
- Młyn Górny (niem. Obermühle) – wzniesiony w 1826 r. w konstrukcji szkieletowej (szachulcowej), drewniano-ceglanej, nakryty dachem naczółkowym o więźbie krokwiowo-jętkowej. Napędzany był kołem wodnym poruszanym przez wody rzeczki Bogdanka, następnie turbiną wodną, w 1936 r. wprowadzono silnik spalinowy, a w 1939 r. elektryczny. Do 1945 r. młyn należał do rodziny Wolf i Werke, po 1945 r. był młynem gromadzkim i funkcjonował do 1992 r. 10.04.1984 r. Urząd Gminy Bogdaniec przekazał młyn na rzecz Muzeum Lubuskiego im. Jana Dekerta w Gorzowie Wlkp., które planowało utworzenie Skansenu Budownictwa Wiejskiego Wsi Dolnowarciańskiej (inicjator dr Wojciech Sadowski); obecnie dawny młyn i zabudowania gospodarcze mieszczą ekspozycje Działu Etnograficznego. W 1988 r. przeprowadzono prace remontowe, m.in. zrekonstruowano budynek szkieletowy, w którym mieści się maglarnia, gręplarnia i kuźnia. Wpisany do rejestru zabytków nr KOK-I-626/63 z 18.02.1963 oraz 79 z 02.11.1976[13].

## Kultura
- Oddział Muzeum Lubuskiego im. Jana Dekerta w Gorzowie, Muzeum Kultury i Techniki Wiejskiej – mieści się w Zagrodzie Młyńskiej, na którą składają się młyn z 1826 r. (tzw. Młyn Górny) oraz sąsiadujące z nim budynki. Ekspozycję stanowią m.in.: oryginalne wyposażenie młyna elektrycznego z 1936 r. oraz wystawa „Młynki we młynie”, obejmująca ponad 150 obiektów powstałych w większości na przełomie XIX i XX w.
- Park Kulturowy „Dolina Trzech Młynów”, utworzony w 2006 r., obejmuje obszar doliny rzeki Bogdanki w północnej części miejscowości Bogdaniec, wzdłuż drogi do Stanowic, gdzie zlokalizowane trzy historyczne założenia młyńskie (Młyn Górny z 1826 r. oraz Średni i Dolny z końca XIX w.) oraz zabudowę willową z końca XIX w.[14]
- Zespół pieśni „Taka Gmina”
- Imprezy cykliczne

- - Lubuskie Święto Chleba (sierpień); odbywa się na terenie Zagrody Młyńskiej od 1995 r.; prezentowane są wyroby piekarnicze i cukiernicze, kiermasz sztuki ludowej oraz występy artystyczne[potrzebny przypis].
- Gminna Biblioteka Publiczna, działa od lat 70. XX wieku[potrzebny przypis].

## Edukacja i nauka
- Gminne Przedszkole Publiczne
- Zespół Szkół, mieszczący oddział przedszkolny, szkołę podstawową i gimnazjum publiczne; w 2006 r. oddano do użytkowania nowy budynek szkoły.
- Uniwersytet Trzeciego Wieku, działa od 2010 r.

## Religia
Parafia rzymskokatolicka św. Jana Chrzciciela w Bogdańcu

## Sport i rekreacja
- Gminny Klub Piłkarski Bogdaniec
- Uczniowski Klub Sportowy „Bogdanka” przy Zespole Szkół w Bogdańcu
- Towarzystwo Krzewienia Kultury Fizycznej Ognisko „Zbyszko w Bogdańcu”, istnieje od 2004 r.

## Gospodarka
W 2013 r. liczba zarejestrowanych podmiotów gospodarczych wyniosła 177, z czego 117 to osoby fizyczne prowadzące działalność gospodarczą oraz 60 osób prawnych lub jednostek niemających osobowości prawnej (w tym 22 spółki handlowe i 13 spółek cywilnych):
| Dział                                      | Ilość |
| ------------------------------------------ | ----- |
| rolnictwo, leśnictwo, łowiectwo i rybactwo | 13    |
| przemysł i budownictwo                     | 44    |
| pozostała działalność                      | 120   |

## Infrastruktura

### Transport
Przez Bogdaniec przebiegają:
- droga wojewódzka nr 132 relacji Kostrzyn nad Odrą – Bogdaniec – Gorzów Wlkp.
- droga powiatowa nr 1392F relacji Lubiszyn – Lubno – Bogdaniec – Kwiatkowice – Gostkowice

Na południe od wsi przebiega dwutorowa, niezelektryfikowana linia kolejowa relacji (Berlin) Kostrzyn nad Odrą – Gorzów Wlkp.– Krzyż – Piła – Tczew.

### Opieka zdrowotna
- Niepubliczny Zakład Opieki Zdrowotnej